# Thjottaätten

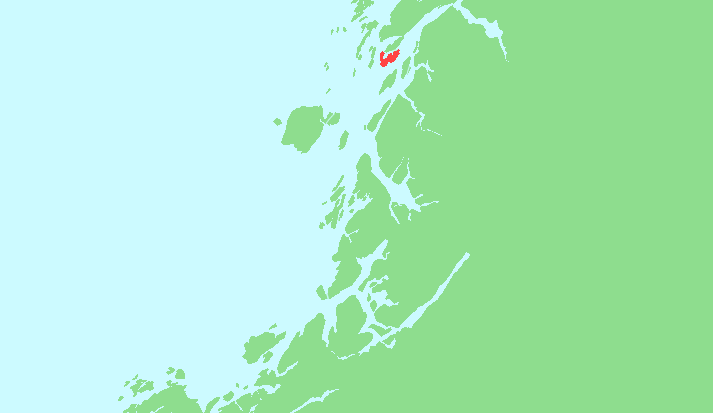
Tjøttas läge.

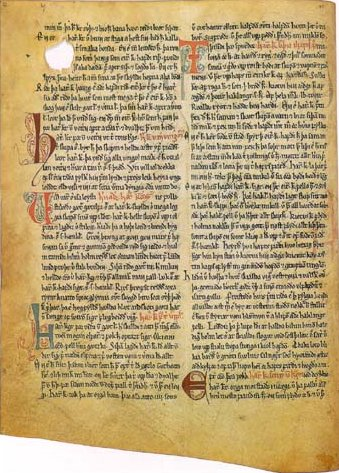
En sida ur Heimskringla.

Thjottaätten är en nutida konventionell benämning på en norsk hövdingaätt med ursprung från storgården Tjøtta i Alstahaug kommun i Nordland fylke i Norge. Släktens stamfar var Øyvind eller Eyvind Lambe från Berle i Nordfjord. Släktens gods tillhörde från slutet av 1200-talet Bjarkøyätten och då tros ätten ha utslocknat.

## Gården Tjøtta i Nordland
Thjotta eller Tjøtta på ön Tjøtta (av Þjótta, «den tjockaste delen av låret» med hänvisning till öns form) kallades under vikingatiden en större gård på den södra delen av ön, som sedermera blev till Tjøttagodset, ett norskt maktcentrum under 900-talet, och som idag ägs av en forskningsstation for plantor, Bioforsk Nord Tjøtta.
Tjøtta nämns i Heimskringla flera gånger. Skalden Eyvindr Skáldaspillir bodde där, samt sonen Hårek av Tjøtta, den mäktige hövdingen Hårek på Tjotta (Hárekr úr Þjóttu) som har en bautasten vid kyrkan, och är omnämnd år 999 när han lät döpa sig i närvaro av norske kungen Olof Digre (sedermera Olav den helige). 

## Historik
Släktens stamfar Eyvind Lambe var far till Finn Skjalge som ärvde gården Sandnes längst norr i Alstahaug efter sin mor, på tidigt 900-tal. Finn var gift med Gunnhild (dotter till Halvdan jarl och påstådd dotterdotter till Harald Hårfager. Finn och Gunnhild blev föräldrar till Eyvindr Finnsson Skáldaspillir.

## Eyvindr Skáldaspillir
Eyvindr Finnsson Skáldaspillir var den siste store skalden i Norge. Han bodde på Tjøtta (ö söder om Sandnessjøen). Han var son till Finn Skjálgi och Gunnhild, dotterdotter till Harald Hårfager. Fadern Finn var son till Sigrid från Sandnes (också gift med Torolv Kveldulvsson) och Eyvind Lambe,  sonson till Ölve hnuva (Ǫlvir hnúfa), född omkring år 840, en av den norske kungen Harald Hårfagers mest uppskattade hirdskalder.
Eyvindr Skáldaspillir var med i slaget på Stord (ca. 960) där kung Håkon den gode föll, och år 986 var Eyvindr med i slaget vid Hjörungavåg mot Jomsvikingarna under Håkon jarl. Efter detta skrev han dikten Háleygjatal. Han avled som en gammal man år 990. 
Den mäktige hövdingen Hårek på Tjotta (Hárekr úr Þjóttu) var Eyvinds son.

## Hårek på Tjotta
I Skaldskapens språk (2) (Skáldskaparmál) citerar Snorre Sturlasson en halvstrof av en viss Torulf (Þórólfr), med de, i olika handskrifter, alternativa stavningarna Toralf (Þóralfr) och Torvald (Þorvaldr). Där nämns en viss Hårek (Hárek) vars män sägs ha blivit nedhuggna.
Hårek är också omnämnd i samband med Slaget vid Helgeå, ett sjöslag 1025 mellan den danske kungen Knut den stores styrkor på ena sidan och de allierade norsk-svenska styrkorna under kungarna Olof Digre (sedermera Olav den helige) och Anund Jakob på den andra. Olavs sida förlorade och fick fly:
Eftersom Olof Digre efter flykten från Helgeå satt instängd i Östersjön beslöt han sig för att med sin norska här tåga hem landvägen. Norrmannen Hårek från Tjotta (Tjötta) vägrade emellertid och beslöt sig i stället för att med ett ensamt krigsskepp försöka ta sig igenom Öresund: "Hårek gjorde som han hade sagt, bidde vind och seglade sedan åt väster utanför Skåne, till dess han kom till Hölunum (Höllviken)." Beskrivningen stämmer också här väl med att Hårek lämnat flottan vid Blekingekusten.

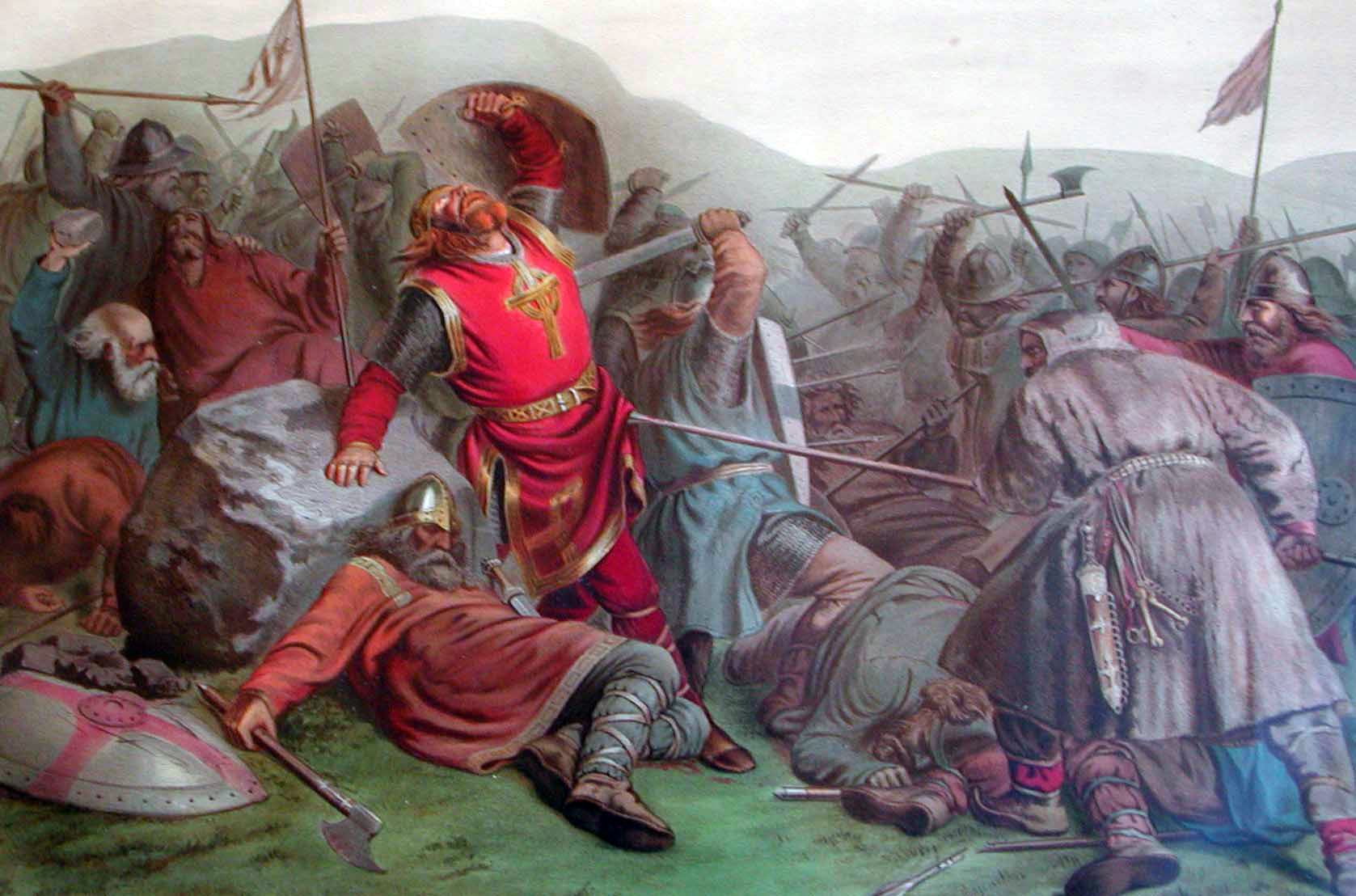
Olof Haraldssons död vid Stiklestad.

Slaget vid Stiklestad den 29 juli 1030 är ett av de mest berömda slagen i Norges historia. Då Håkon Eriksson drunknade 1029 såg Olof återigen möjligheten att komma till makten i Norge. Han återvände genom Sverige med en här och kom fram till Verdal, norr om Nidaros (Trondheim). Den 29 juli 1030 mötte han där, vid gården Sul, en här ledd av Hårek från Tjøtta, Tore Hund och Kalv Arnesson. 
Bondehären visade sig vara den starkaste, och Olof omringades av sina fiender. Snorre säger att han dräptes av tre sår: Torstein Knarresmed högg honom i låret med en yxa, Tore Hund stack ett spjut i magen på honom och Kalv Arnesson högg honom i halsen med sitt svärd. Legenden säger att han fick hugget i låret först, och då skall ha kastat ifrån sig sitt svärd. Banesåret höggs antagligen i halsen, och han dog kort därefter.
Hårek köpte ön Tjøtta och blev far till bröderna Einar Fluga (Lennart Einar Håreksson Fluga) en mäktig hövding och lendmann, översittare och dråpsman, som var ökänd för att aldrig betala böter för dem han slog ihjäl, och Finn Håreksson av Tjøtta gift med en dotter till Aslak Erlingsson, son till Erling Skjalgsson (997).

## Håkon Finnsson
Den norske stormannen Håkon Finnsson av Thjottaätten (född omkring 1070, död 1162))  är nämnd som far till drottning Ulvhild Håkansdotter i boken Fagrskinna, egentligen betydande "boken med det vackra pergamentsbandet", även kallat Nóregs konungatal, är ett samlingsverk av norska kungasagor i två nu försvunna skinnhandskrifter.

## Ulvhild Håkansdotter

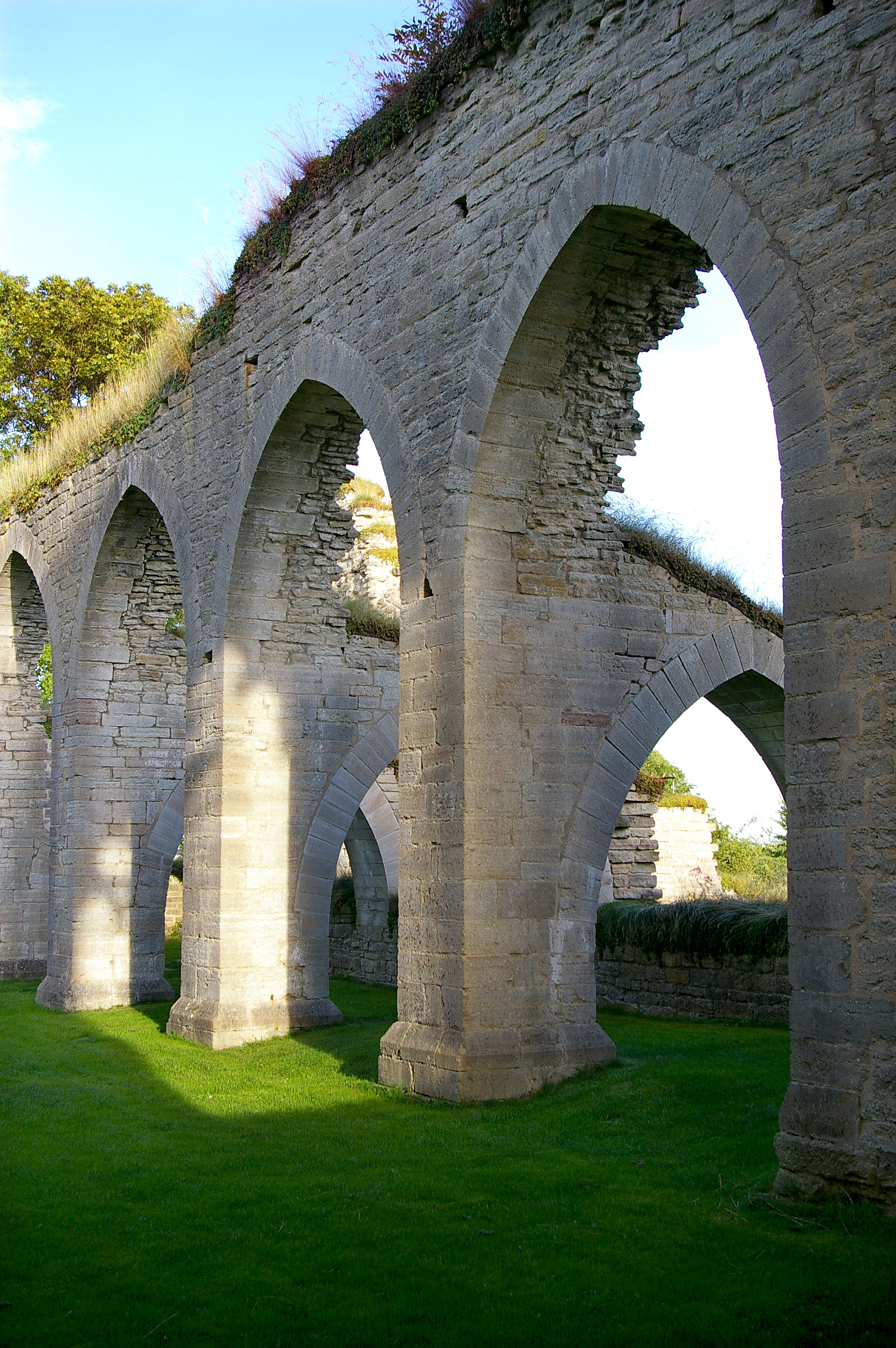
Alvastra klosterruin, där Ulvhild enligt flera källor gravsattes.

Till deras ätt, den så kallade Thjottaätten, räknas den svenska drottningen Ulvhild Håkansdotter (kallas även Ulfhild) född 1095, död 1148, var Sveriges och Danmarks drottning  1130–25 juni 1134, dotter till Håkon Finnsson.
Ulvhild var gift tre gånger, med tre olika kungar: Inge den yngre, Nils av Danmark samt Sverker den äldre och från henne och Thjottaätten härstammar många europeiska kungliga och adliga ätter, liksom många inte adliga i Skandinavien.
Några påstådda barn till Ulvhild, med Sverker den äldre som påstådd far
1. Johan (ihjälslagen efter att ha förövat kvinnorov) - tveksamheter kan råda om Johan var son till Ulvhild liksom brodern Karl - årtalen för giftermål och födslar kan vara felaktiga.
2. Karl Sverkersson (kung av Sverige 1161–67)
3. dotter (Helena?[3]) som år 1156 gifte sig med Knut V av Danmark, son till Magnus Nilsson av Danmark
4. Sune Sik. Det anses osäkert vem hans mor var men Olaus Petri hävdade att Sune Sik var son till Sverker den äldre, och att Sune var far till Ingrid Ylva (Birger jarls hustru), en uppgift som varken motsägs eller bekräftas av tillgängliga källor.[4] Uppgiften saknas hos Johannes Bureus avskrift av samma källa som Olaus Petri utnyttjade. Bland andra Nils Ahnlund och Markus Lindberg har dock satt tilltro till uppgiften.[5][6] och
5. Ingegerd, abbedissa i Vreta kloster (egentligen osäkert vem hennes mor var)